# Józef Supiński

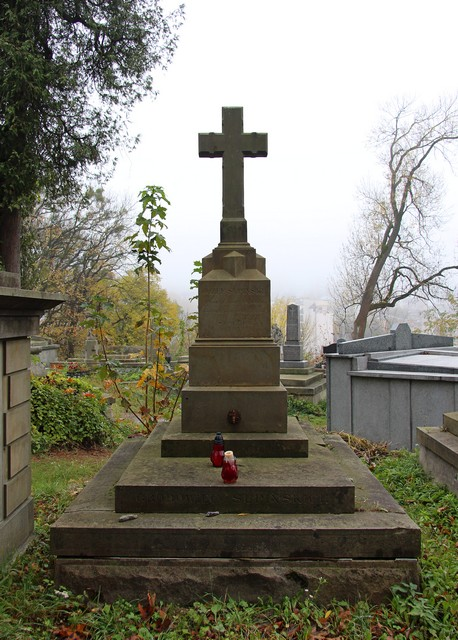
Grób na Cmentarzu Łyczakowskim we Lwowie

Józef Supiński (ur. 21 lutego 1804 w Romanowie, zm. 16 marca 1893 we Lwowie) – polski naukowiec i ekonomista, przedstawiciel polskiego nurtu ekonomii klasycznej.

## Życiorys
Syn Adama i Tekli Mrozińskiej. Początkowo uczył się we Lwowie, a potem w Warszawie, gdzie zamieszkał u brata matki Józefa Mrozińskiego. Tam też studiował na Wydziale Prawa i Administracji. Po ukończeniu studiów pracował jako aplikant w Komisji Spraw Wewnętrznych Królestwa Kongresowego. Wziął udział w powstaniu listopadowym. Początkowo jako sekretarz Chłopickiego, a po jego rezygnacji jako szeregowiec. Awansował uzyskując stopień oficera artylerii.
Po upadku powstania wyjechał do Francji. Mieszkał w Awinionie, a potem w Lyonie pracując jako naczelnik oddziału rachunkowego. W 1838 roku otrzymał lepszą posadę i zamieszkał w Paryżu. W 1844 wrócił do Lwowa. Początkowo pracował w Towarzystwie Kredytowym Ziemskim, a potem w Galicyjskiej Kasie Oszczędności. W 1864 roku musiał zrezygnować z pracy z powodu utraty wzroku.
W swoich pracach skupiał się przede wszystkim na konieczności podjęcia reform gospodarczych na ziemiach polskich. Był też znanym polskim socjologiem. Pierwsze pokolenie socjologów polskich kształciło się na jego dziełach, popularyzowało jego dorobek. Supiński zainteresowany w szczególności światem ludzi, traktował go jako fragment Wszechświata. Starał się odnajdować działania praw przyrody w społeczeństwie i odkrywać prawa rządzące społecznym współżyciem i rozwojem społecznym. Twierdził, że praca jest zasadniczym celem i zadaniem człowieka prowadzącym do postępu, ponieważ ona stwarza wszystkie wartości.
Zapoznał się z filozofią pozytywistyczną – praca u podstaw. Uważał, że dzięki socjologii Polska może wybić się na niepodległość.
Od 1865 był członkiem honorowym Poznańskiego Towarzystwa Przyjaciół Nauk. Od 1873 należał do Akademii Umiejętności w Krakowie. Był też doktorem honoris causa Uniwersytetu Franciszkańskiego we Lwowie i honorowym obywatelem Lwowa (1877). W 1887 został uhonorowany godnością doktora honoris causa Uniwersytetu Jagiellońskiego. Pochowany na cmentarzu Łyczakowskim we Lwowie.
W okresie międzywojennym we Lwowie jedna z ulic nosiła jego imię (prostopadła do ul. Mochnackiego). W Warszawie ulica Józefa Supińskiego (pasaż pieszy) znajduje się w dzielnicy Stara Ochota, pomiędzy ul. Maurycego Mochnackiego i ul. Akademicką. We Wrocławiu ul. Józefa Supińskiego biegnie prostopadle do ulicy Kobierzyckiej.

## Dzieła Supińskiego
- "Myśl ogólna fizjologii powszechnej" 1860[5];
- "Szkoła ogólna fizjologii powszechnej" 1862;
- "Szkoła polska gospodarstwa społecznego" 2 T. 1862-1865 wersja cyfrowa;
- "Pisma Józefa Supińskiego" t.1-5, 1872-1883